# Aeroporto di Lucca-Tassignano
L'aeroporto Lucca-Tassignano (IATA: LCV, ICAO: LIQL) è un aeroporto italiano, con un'area aeroportuale di circa 87 ettari, ubicato nel Comune di Capannori, frazione di Tassignano (Provincia di Lucca) e insiste sul territorio corrispondente all'originario aeroporto militare "Enrico Squaglia".

## Caratteristiche
L'aeroporto si trova nel cuore della piana di Lucca, baricentrico rispetto alle attrattive turistiche che la provincia stessa offre. Il capoluogo,  città d'arte, è a cinque minuti di strada. L'autostrada A11, la cosiddetta Firenze-Mare, è adiacente all'aeroporto (uscita Capannori).
L'aeroporto è aperto al traffico nazionale e comunitario, tutti i giorni escluso il lunedì e martedì con orario operativo dalle ore 9:00 (ora locale) alle 17:00.
La pista ha una estensione utile di metri 910 x 18 in asfalto. La struttura offre diversi servizi aeroportuali tra cui Servizio Informazioni Volo Aeroportuale (AFIS), handling, rimessaggio e officina velivoli. Nell'aeroporto sono inoltre disponibili bar, ristorante, servizio taxi, e noleggio auto.
Al momento l'aeroporto ospita anche vari elicotteri abilitati al servizio di spegnimento incendi boschivi (fra cui un Erickson Air Crane S-64 e un Eurocopter AS350 Écureuil).

## Storia
L'aeroporto, inaugurato il 29 novembre 1932 come "campo d'aviazione", fu realizzato con il contributo della Amministrazione Provinciale di Lucca su terreno (ml 1000 x 400) regolarmente espropriato. Il 28 marzo 1938 la struttura venne intitolata alla memoria di Enrico Squaglia, epico aviatore lucchese morto nel 1933 durante la Crociera aerea del Decennale.
Nel 1935 passa al demanio statale, sotto la competenza della Regia Aeronautica che vi istituisce una scuola di volo militare.
Nel 1937 il Governo opera un ampliamento dell'aeroporto espropriando altri ml 1000 x 450, e vi potenzia; le infrastrutture rendendolo operativo per la R.U.N.A."Regia Unione Nazionale Aeronautica". Le nuove opere furono inaugurate il 28 marzo 1938.
Durante la seconda guerra mondiale l'aeroporto ospitò diversi reparti e fu sede anche del gruppo complementare per l'osservazione aerea nonché dei reparti tedeschi operanti con Junkers 52. Al momento dell'abbandono della zona di Lucca, i tedeschi distrussero completamente l'aeroporto riducendolo ad un campo senza alcuna struttura aeronautica.
Nel periodo post-bellico il Ministero della difesa iniziò ad utilizzare l'area per esercitazioni di aviolanci dei reparto paracadutisti militari basati a Pisa e Livorno, riservando la parte sud, di metri 100 x 1033 ad attività aeroportuale per il locale aeroclub ed altre associazioni di volo.
Nel 1959 l'attività riprese sulla striscia erbosa di ml 1000 x 100.
Nel 1961 su iniziativa dell'Aero Club di Lucca e su sollecitazione degli Enti locali, l'aeroporto venne riaperto al traffico.
Nel 1963 in considerazione della favorevole ubicazione, il Ministero della difesa lo dichiarò aperto al traffico turistico nazionale.
Nel 1981 una parte dell'intero sedime, ovvero quella di metri 145 x 1033 costituenti l'aeroporto vero e proprio, passava al Ministero dei trasporti, Direzione Generale Aviazione Civile.
Nel 1982 la gestione dell'aeroporto venne assegnata al Consorzio Provinciale Aeroporto di Lucca. La rimanente area veniva ceduta all'Amministrazione dell'Esercito Italiano per impiegarla come zona di lancio.
Nel 1987 l'aeroporto venne abilitato anche al traffico commerciale nazionale.
Nel 1997, a seguito delle disposizioni emanate del Ministero dei trasporti che ne aveva già assunto la proprietà dal Ministero della difesa, venne costituita la "Aeroporto Lucca Tassignano srl" che a partire dal 1º gennaio 1999 subentrò al Consorzio nella gestione e la conserva tuttora, modificata nell'anno 2011 con l'entrata del Comune di Capannori come socio di maggioranza, da "Aeroporto Lucca -Tassignano SpA" in "Aeroporto di Capannori SpA".
Nel 2012 viene inaugurata la nuova stazione aeroportuale e riqualificata la palazzina ex protezione civile.
Nel 2013 iniziano i lavori di riqualificazione dell'area aeroportuale (nuovi parcheggi e demolizione della vecchia torre di controllo) e installazione della nuova torre AFIS "Aerodrome Flight Information Service", alta 15 m.
Tra il 2020 e il 2021 si procede con la realizzazione di un hangar militare collocato a poche centinaia di metri a nord dalla pista. Esso avrà lo scopo di ospitare un aerostato frenato (come i drachen della Prima Guerra Mondiale) utilizzato dal personale dell'esercito per lanci con paracadute vincolati.

## La Società di gestione
La società ha per oggetto lo sviluppo, la progettazione, la realizzazione, l'adeguamento, la gestione, la manutenzione e l'uso degli impianti e delle infrastrutture per l'esercizio dell'attività aeroportuale. In particolare la società ha per oggetto la gestione dell'Aeroporto di Capannori (prima denominato 'E. Squaglia') ubicato in località Tassignano.
La società "Aeroporto di Capannori SpA" ha un capitale completamente pubblico e le sue quote sono gestite al 90 % dal Comune di Capannori, al 6,2 % dalla Provincia di Lucca e al 3,8 % dalla Camera di Commercio di Lucca. Dal 2017 è stata gestita dalla curatela fallimentare a seguito della sentenza di fallimento emessa dal tribunale di Lucca.
Dal 2022 è stato acquistato dai Tedeschi mantenendo lo stesso nome e funzioni.

## Aero Club "Carlo Del Prete" di Lucca
L'Aero Club "Carlo Del Prete" di Lucca, comunemente detto "Aero Club Lucca", è stato fondato il 6 giugno 1948.
La sede è sita presso l'aeroporto di Lucca-Tassignano "E. Squaglia" nella frazione di Tassignano del comune di Capannori (LU). L'attività principale del Club è quella di promuovere la disciplina del volo a motore.
L'Aero Club dispone della scuola di volo autorizzata da ENAC in base alle normative EASA  e certificata al conseguimento della licenza di Pilota Privato di Aeromobile PPL(A), inoltre può effettuare rinnovi di licenze scadute da meno di 5 anni.

### Flotta
- 2 Tecnam P.92
- 2 Tampico TB-9
- 1 Piper PA-28
- 1 Piper PA-28RT-201

### Discipline
- Volo turistico
- Acrobazia aerea
- Aeromodellismo
- Pallone aerostatico